# Кошелево (Суксунский район)
Кошелево — деревня в составе Суксунского городского округа в Пермском крае.

## Географическое положение
Деревня расположена в центральной части округа на обоих берегах реки Сылва, примыкая с востока к посёлку Суксун.

## Климат
Климат континентальный. Зима продолжительная, снежная. Средняя температура января −16 °C. Лето умеренно-тёплое. Самый тёплый месяц — июль. Средняя температура июля +18 °C. Длительность периода с температурой более 10 °C соответствует периоду активной вегетации и составляет 120 дней, с температурой более 15 °C — 70 дней. Последние заморозки прекращаются в третьей декаде мая, а в отдельные годы — конце апреля или начале июня. Первые осенние заморозки составляют 105—110 дней. Атмосферные осадки выпадают в количестве 470—500 мм в год.

## История
Деревня известна с 1719 года. Деревня до 2019 года входила в состав Суксунского городского поселения Суксунского района. После упразднения обоих последних муниципальных образований входит в состав Суксунского городского округа.

## Население
Постоянное население составляло 204 человека в 2002 году (99 % русские), 193 человека в 2010 году.